# Kornél Szűcs
Kornél Szűcs (Miskolc, 24 settembre 2001) è un calciatore ungherese, difensore del Plymouth e della nazionale ungherese.

## Carriera

### Club
Szűcs è cresciuto nel settore giovanile del Diósgyőr ed ha debuttato in prima squadra il 30 maggio 2020 nell'incontro di Nemzeti Bajnokság I vinto 1-0 contro il Mezőkövesd-Zsóry. Fra il 2020 ed il 2021 ha giocato in prestito al Kazincbarcika in seconda divisione grazie ad un accordo di collaborazione fra i due club.
Rimasto svincolato al termine della stagione 2022-2023, nell'estate successiva è stato acquistato a titolo definitivo dal Kecskemét dove ha trascorso una stagione da titolare in massima divisione. Il 5 agosto 2024 ha lasciato l'Ungheria per firmare con il Plymouth.

### Nazionale
Ha giocato nelle nazionali giovanili ungheresi Under-17, Under-18 ed Under-19.
Il 1º ottobre 2024 è stato convocato per la prima volta dalla nazionale maggiore ungherese, con cui ha esordito tredici giorni dopo nell'incontro di UEFA Nations League vinto 0-2 in trasferta contro la Bosnia.

## Statistiche

### Presenze e reti nei club
Statistiche aggiornate al 2 novembre 2024.
| Stagione        | Squadra         | Campionato      | Campionato | Campionato | Coppe nazionali | Coppe nazionali | Coppe nazionali | Coppe continentali | Coppe continentali | Coppe continentali | Altre coppe | Altre coppe | Altre coppe | Totale | Totale | Totale |
| Stagione        | Squadra         | Comp            | Pres       | Reti       | Comp            | Pres            | Reti            | Comp               | Pres               | Reti               | Comp        | Pres        | Reti        | Pres   | Reti   |        |
| --------------- | --------------- | --------------- | ---------- | ---------- | --------------- | --------------- | --------------- | ------------------ | ------------------ | ------------------ | ----------- | ----------- | ----------- | ------ | ------ | ------ |
| 2019-2020       | Kazincbarcika   | NB2             | 4          | 0          | -               | -               | -               | -                  | -                  | -                  | -           | -           | -           | 4      | 0      |        |
| 2020-2021       | Kazincbarcika   | NB2             | 12         | 1          | -               | -               | -               | -                  | -                  | -                  | -           | -           | -           | 12     | 1      |        |
| 2019-2020       | Diósgyőr        | NB1             | 5          | 0          | CU              | 0               | 0               | -                  | -                  | -                  | -           | -           | -           | 5      | 0      |        |
| 2020-2021       | Diósgyőr        | NB1             | 15         | 0          | CU              | 0               | 0               | -                  | -                  | -                  | -           | -           | -           | 15     | 0      |        |
| 2021-2022       | Diósgyőr        | NB2             | 23         | 0          | CU              | 0               | 0               | -                  | -                  | -                  | -           | -           | -           | 23     | 0      |        |
| 2022-2023       | Diósgyőr        | NB2             | 3          | 0          | CU              | 0               | 0               | -                  | -                  | -                  | -           | -           | -           | 3      | 0      |        |
| 2023-2024       | Kecskemét       | NB1             | 28         | 0          | CU              | 2               | 0               | -                  | -                  | -                  | -           | -           | -           | 30     | 0      |        |
| ago. 2024       | Kecskemét       | NB1             | 1          | 0          | CU              | 0               | 0               | -                  | -                  | -                  | -           | -           | -           | 1      | 0      |        |
| 2024-2025       | Plymouth        | FLC             | 11         | 0          | FACup+CdL       | 0+2             | 0               | -                  | -                  | -                  | -           | -           | -           | 13     | 0      |        |
| Totale carriera | Totale carriera | Totale carriera | 102        | 1          |                 | 4               | 0               |                    | -                  | -                  |             | -           | -           | 106    | 1      |        |

### Cronologia presenze e reti in nazionale
| Cronologia completa delle presenze e delle reti in nazionale ― Ungheria | Cronologia completa delle presenze e delle reti in nazionale ― Ungheria | Cronologia completa delle presenze e delle reti in nazionale ― Ungheria | Cronologia completa delle presenze e delle reti in nazionale ― Ungheria | Cronologia completa delle presenze e delle reti in nazionale ― Ungheria | Cronologia completa delle presenze e delle reti in nazionale ― Ungheria | Cronologia completa delle presenze e delle reti in nazionale ― Ungheria | Cronologia completa delle presenze e delle reti in nazionale ― Ungheria |
| Data                                                                    | Città                                                                   | In casa                                                                 | Risultato                                                               | Ospiti                                                                  | Competizione                                                            | Reti                                                                    | Note                                                                    |
| ----------------------------------------------------------------------- | ----------------------------------------------------------------------- | ----------------------------------------------------------------------- | ----------------------------------------------------------------------- | ----------------------------------------------------------------------- | ----------------------------------------------------------------------- | ----------------------------------------------------------------------- | ----------------------------------------------------------------------- |
| 14-10-2024                                                              | Zenica                                                                  | Bosnia ed Erzegovina                                                    | 0 – 1                                                                   | Ungheria                                                                | UEFA Nations League 2024-2025 - 1º turno                                | -                                                                       | 87’                                                                     |
| Totale                                                                  |                                                                         | Presenze                                                                | 1                                                                       |                                                                         | Reti                                                                    | 0                                                                       |                                                                         |